# Hermes Pan
Hermes Pan (Memphis, 10 de dezembro de 1909 — Beverly Hills, 19 de setembro de 1990) foi um ator e dançarino estadunidense. Ele coreografou cerca de 50 filmes, mas foram os clássicos, dos anos 1930, estrelados por Fred Astaire e Ginger Rogers, que destacam o seu legado como coreógrafo.

## Biografia
Hermes nasceu em Memphis e cresceu em Nashville. Ele trabalhou na Broadway como dançarino de 1927 a 1930. Nos anos 1930 ele foi para Hollywood e conheceu Fred Astaire no set de Flying Down to Rio de 1933.
No cinema ele se apresentou nos filmes Moon Over Miami, My Gal Sal, Sweet Rosie O'Grady, Pin Up Girl e A Life of Her Own, em que atuou com Lana Turner e Ray Milland.

## Morte
Hermes morreu em sua casa em Beverly Hills, Califórnia. Ele tinha 79 anos.

## Prêmios
Ele ganhou um Oscar em 1937 pelo filme Cativa e Cativante e um Emmy em 1961 por seu trabalho em An Evening with Fred Astaire. Além de uma citação de Joffrey Ballet em 1986.

## Filmografia
Como coreógrafo
- Flying Down to Rio (1933) (assistente)
- The Gay Divorcee (1934)
- Roberta (1935)
- Old Man Rhythm (1935)
- Top Hat (1935)
- In Person (1935)
- I Dream too Much (1935)
- Follow the Fleet (1936)
- Swing Time (1936)
- Shall We Dance? (1937)
- Damsel in Distress (1937)
- Radio City Revels (1938)
- Second Chorus (1940) (também ator)
- That Night in Rio (1941)
- Blood and Sand (1941) (sem créditos)
- Moon Over Miami (1941) (também dançarino)
- My Gal Sal (1942) (também dançarino)
- Footlight Serenade (1942) (também dançarino)
- Song of the Islands (1942)
- Springtime in the Rockies (1942)
- Hello, Frisco, Hello (1943)
- Coney Island (1943) (também ator)
- Sweet Rosie O'Grady (1943) (também dançarino)
- Pin Up Girl (1943) (também dançarino)
- Irish Eyes Are Smiling (1944)
- Diamond Horseshoe (1945)
- Blue Skies (1946)
- I Wonder Who's Kissing Her Now (1947)
- The Barkleys of Broadway (1949)
- Three Little Words (1950)
- Let's Dance (1950)
- Excuse my Dust (1950)
- Texas Carnival (1951)
- Lovely to Look At (1952)
- Sombrero (1953)
- Kiss Me Kate (1953)
- The Student Prince (1954)
- Jupiter's Darling (1954)
- Hit the Deck (1955)
- Meet Me in Las Vegas (1956)
- Silk Stockings (1957)
- Pal Joey (1957)
- Porgy and Bess (1959)
- The Blue Angel (1959)
- Can-Can (1960)
- Flower Drum Song (1961)
- Cleopatra (1963)
- My Fair Lady (1964)
- Finian's Rainbow (1968) (também ator)
- Darling Lili (1970)
- Lost Horizon (1973)
- Help Me Dream (1981)